# Gustaviano

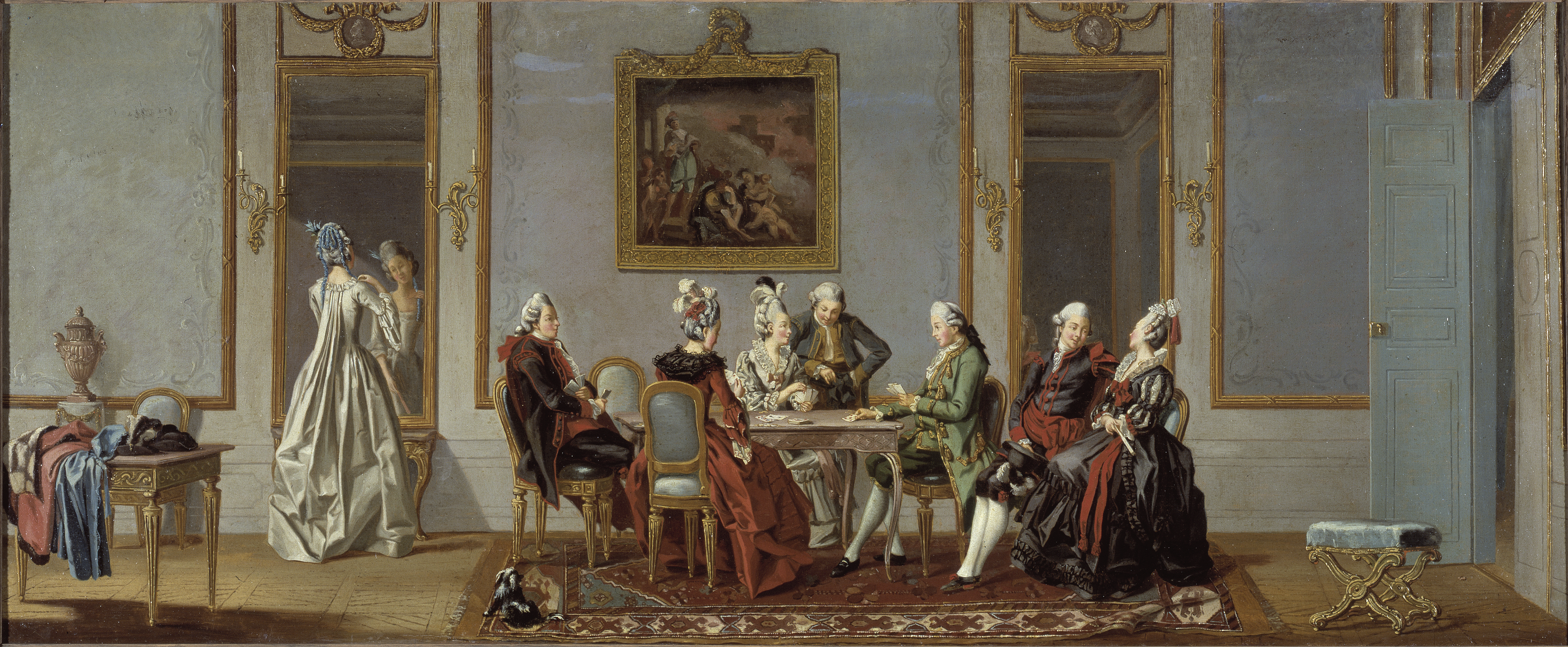
Jogo de cartas em interior gustaviano, de Pehr Hilleström

Gustaviano (Gustaviansk stil) foi um movimento estético que influenciou a arte sueca na Era Gustaviana (1772-1809), marcando a arte do país nos campos da arquitetura, mobiliário, decoração de interiores e artesanato. Está inserido no período de transição entre o rococó e o neo-classicismo, apresentando traços destes dois estilos.
É caracterizado por formas e elementos decorativos sóbrios, enquadrando uma harmonia entre os edifícios, as decorações interiores, os móveis, os objetos artesanais, sendo a execução de tudo isto imbuída de simplicidade e perfeição, no espírito da estética da antiguidade clássica.

## Galeria

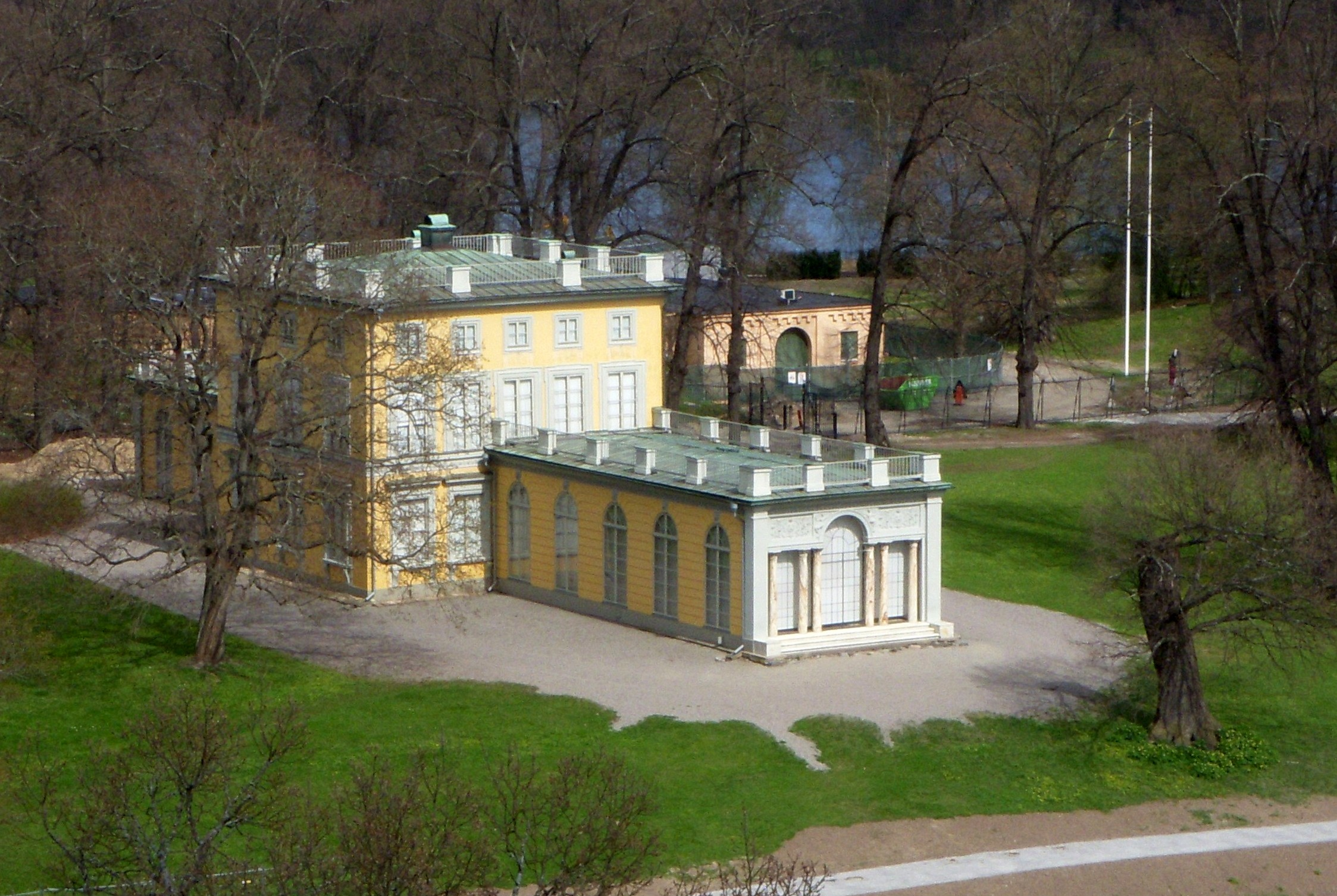
Pavilhão de Gustavo III, no Hagaparken.
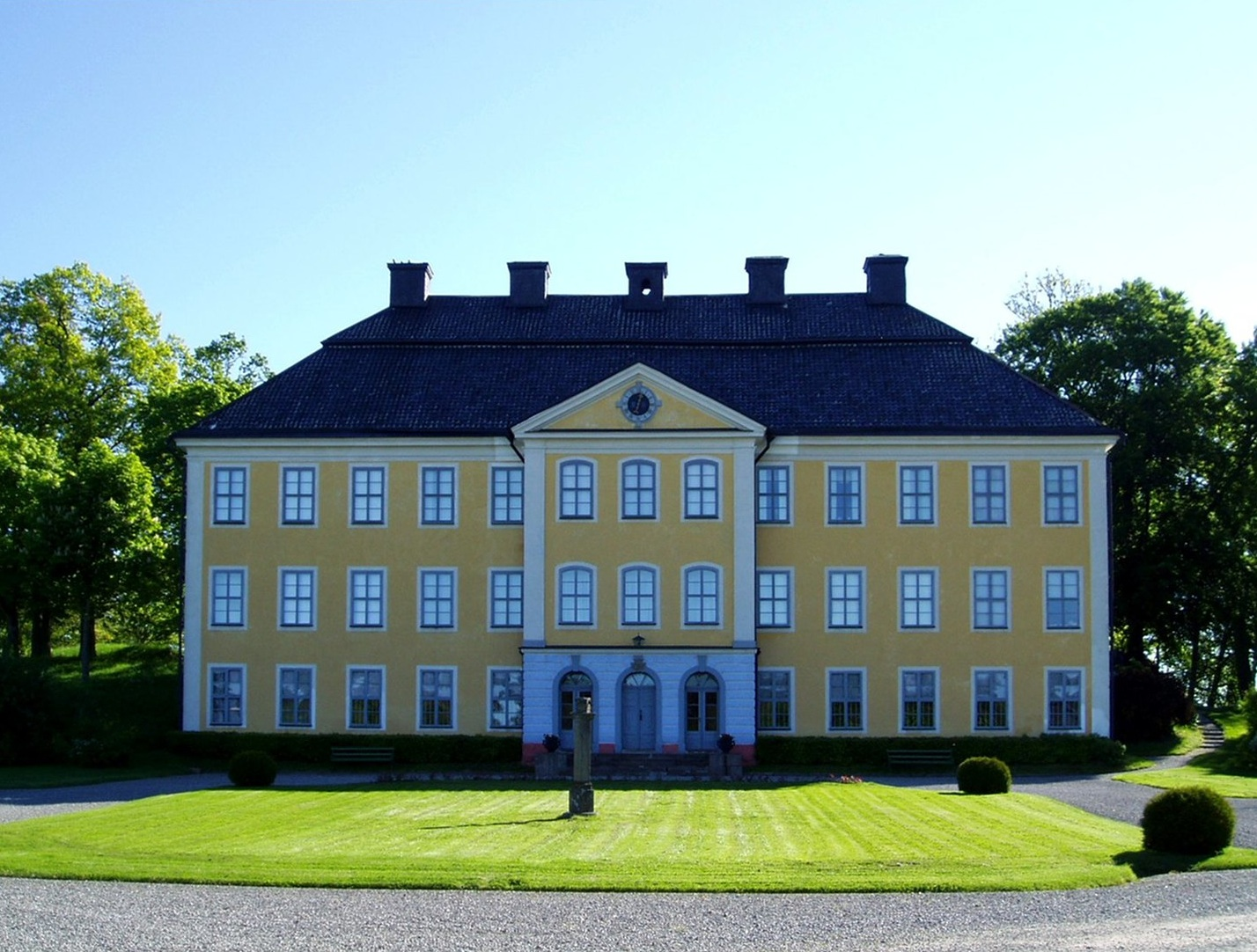
Palácio de Björksund, na Sudermânia.
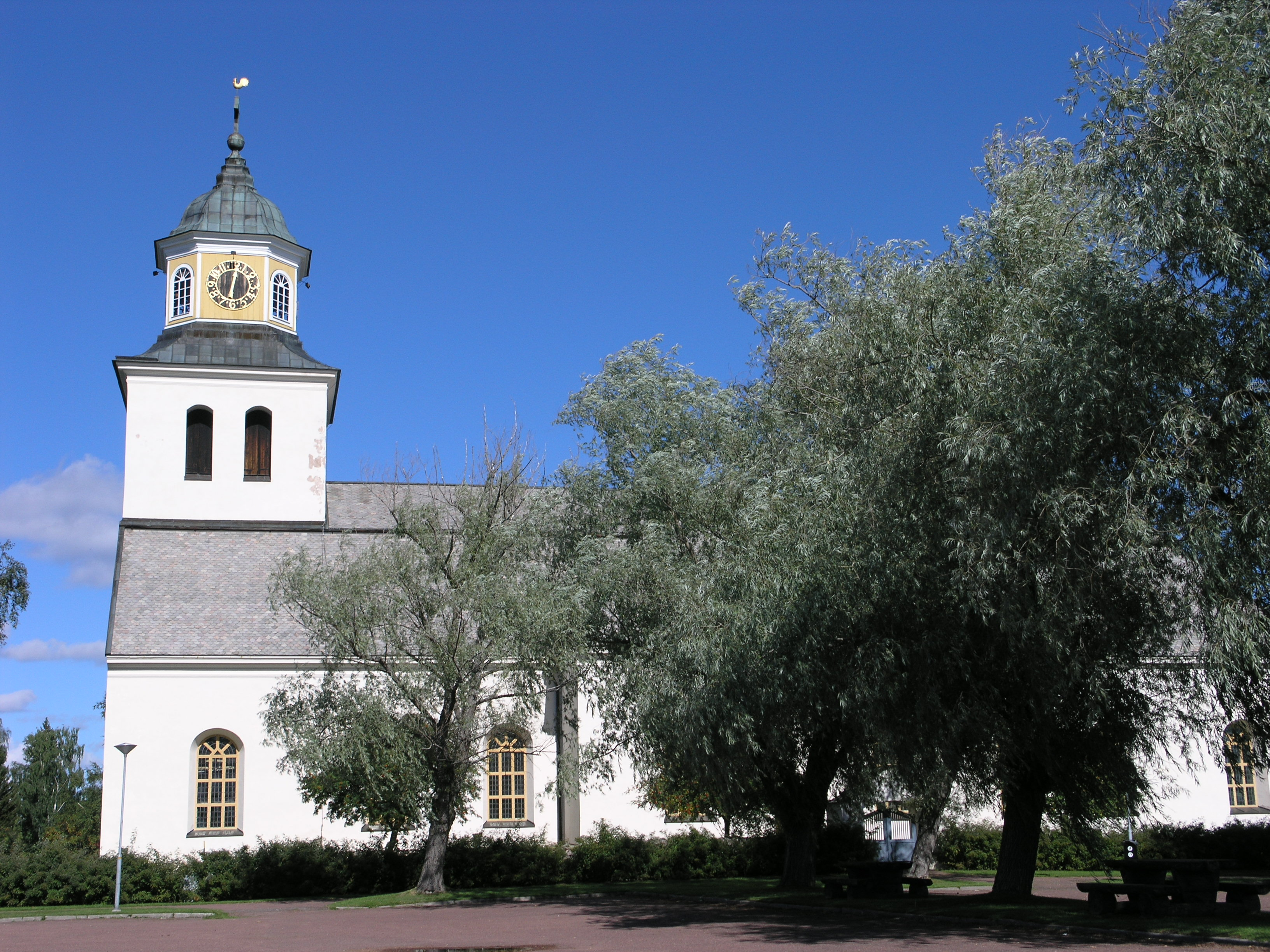
Igreja de Sollerö, na Dalecárlia.
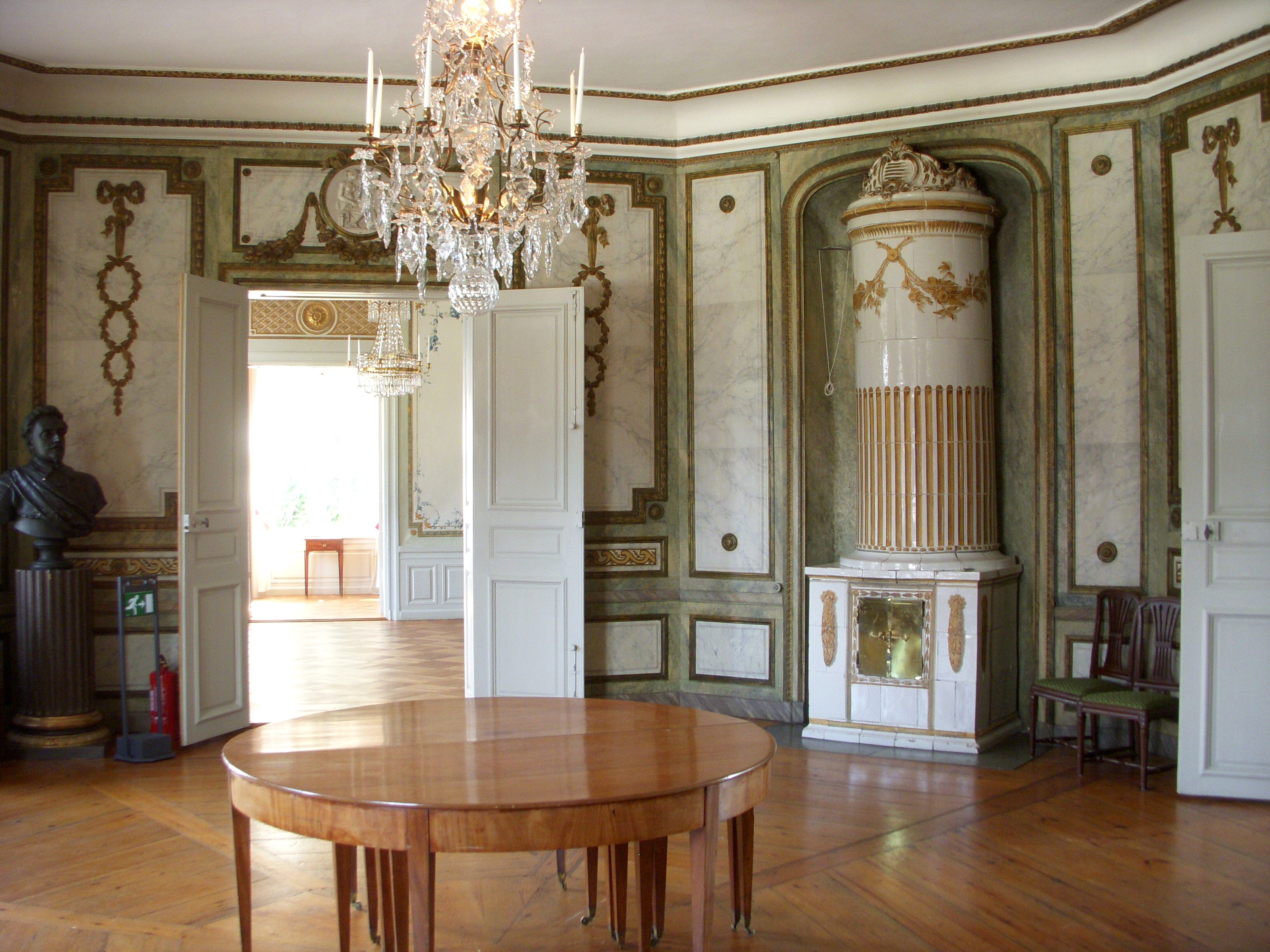
Sala central, no Palácio de Sturehov.
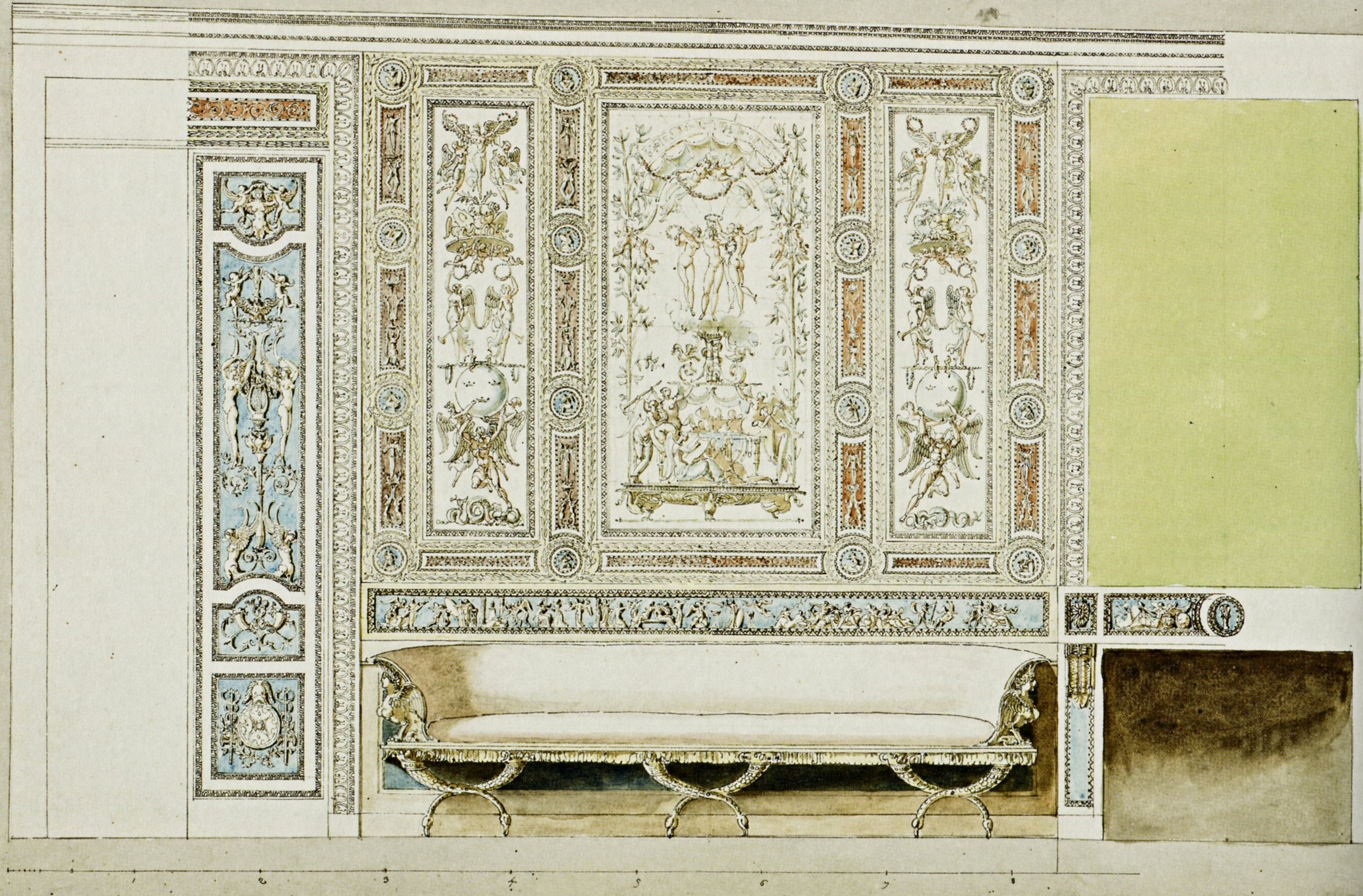
Parede e sofá, no Pavilhão de Gustavo III, por Louis Masreliez.
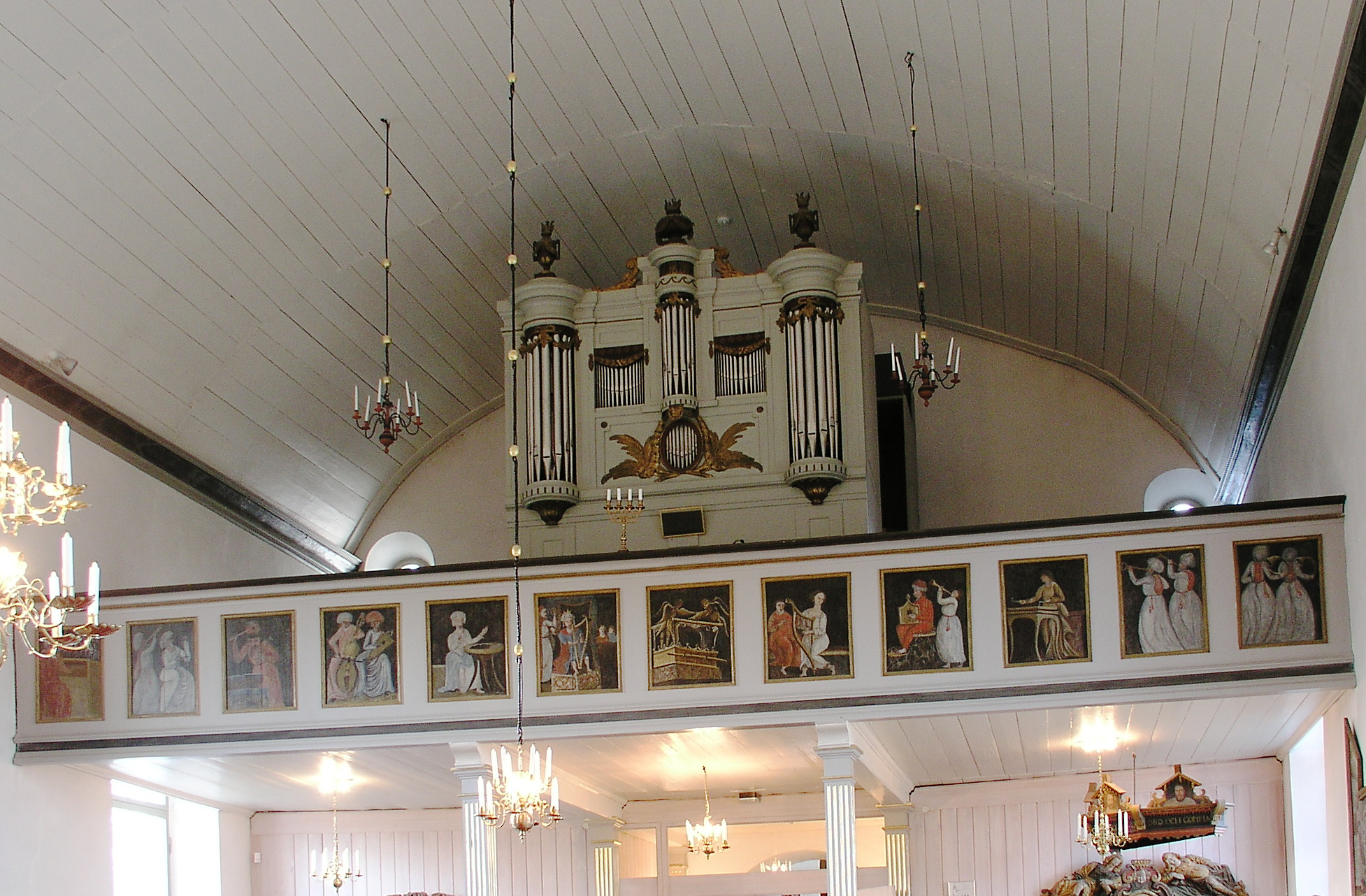
Fachada de órgão, na Igreja de Rystad.